# Ołeksandriwka (rejon żmeryński)
Ołeksandriwka (ukr. Олександрівка) – wieś na Ukrainie, w obwodzie winnickim, w rejonie żmeryńskim, w hromadzie Sewerynówka. W 2001 liczyła 894 mieszkańców, spośród których 861 wskazało jako ojczysty język ukraiński, a 33 rosyjski